# 戰鎚幻想 (設定)
奇幻戰鎚（Warhammer Fantasy），又称戰鎚，是一款由英國遊戲公司Games Workshop所制作的多個桌上游戏的奇幻世界背景，這些游戏中最出名的是战棋游戏戰鎚幻想战役和桌上角色扮演游戏的戰鎚幻想角色扮演游戏，亦有電腦遊戲根基於此，例如《戰鎚Online》。还有一个与其相关的用科学幻想做为背景的游戏，《战锤40000》(簡稱40K)。

## 地理环境
战鎚的世界与我们居住的地球的世界非常相似。事实上，其中大部分的地形、（人类的）文化和种族划分都与地球差不多（基本是以14世纪左右的欧洲对世界的认知为中心蓝本）。这些相似之处最初体现为一个四处探索并创建类似世界的种族。

## 种族
戰鎚中大量风格独特且与现实有密切关联的种族也是其一大特色。主要种族如下：

### 人類
巴托尼亞（Bretonnia）
封建騎士王國，基于英国的亚瑟王和圆桌骑士传说，但部队组成以百年战争时代的法国为蓝本。拥有全势力最强的重骑兵，以及特殊的“冲锋”规则。
拥有着湖中女神的祝福。
人类帝國（Empire）
使用黑火药的帝國。国家组织方式是14世纪的神圣罗马帝国，军队组成形式近似古罗马军团，但装备为中世纪的枪矛刀剑加上黑火药。
由传说中的神皇（God-Emperor）西格玛建立，代表了人类的希望。不过经过了数千年后，虽然依然是旧世界最强大的势力，这个伟大的帝国的内部却已经不可避免的开始变得陈旧而腐朽了。后来卡尔担任帝国皇帝，抵御吸血鬼的侵蚀。
僱傭兵部隊“戰爭之犬”（Dogs of War）
只要有錢便效命的亡命之徒，

### 混沌
混沌的部队是和一切智慧存在（无论生死）对抗的部队。在戰鎚世界观中，混沌代表一切智慧生命心中的黑暗面，而四大邪神就是它们所具象而成的形态。
混沌部落（Realm of Chaos）
邪神直属的軍團，大陸上最強的戰士軍團。以被混沌所引诱的战士和邪教徒所组成。具体的组成根据具体侍奉的邪神不同而有所区别。
军团中几乎都是人类，但在战况不利时，他们会毫不迟疑的牺牲生命召唤上位的恶魔参与战斗，以便达成主君的意愿。
混沌惡魔軍（Chaos Daemonic ）
和混沌部落类似，不过这些军队都是由纯粹的恶魔组成。
每个单位都战力超群，但相应的也很昂贵。
混沌狂獸軍團（Beastmen）。
被混沌所污染的野兽与人的混合体。非常壯大勇猛，是一切文明的死敌。

### 精靈
精靈族又分成高等精靈（High Elf）与黑暗精靈（Dark Elf）
高等精靈（High Elf）
一般意义上的精灵族。优雅而高傲。
曾经拥有极其发达的魔法技术，但由于过去的灾难而大多毁灭。和叛逃出去的黑暗精灵是不死不休的世仇，是人类魔法的导师。国家位于大海上的神秘大陆“奥苏安（Ulthuan）”。由凤凰王和执政官组成的议会所领导。极其重视数万年间流传下来的传统。
擁有先進的武器與魔法技術，自認為是天龍人與世界警察，維護世界和平與驅逐混沌只有精靈辦的到，稱人類居住的環境為落後髒亂的舊世界。
軍隊战力极强，远近全能，且有强力魔法支持，全勢力中最好上手的種族。
现实中对应传说中神秘的亚特兰蒂斯帝国。
黑暗精靈（Dark Elf）
因为历史原因从精灵中叛逃并接受了混沌教义的邪恶反叛者。大本营在黑暗的浮空城那加羅斯（Naggaroth）。这是一个从统治者往下，整个种族都充满了刺杀，恐惧，谎言与背叛的黑色种族。经常在世界各地掠夺人口作为奴隶。
唯一的绝对统治者是被初代凤凰王所击败的黑暗王子馬雷基斯（Malekith）。直至今日他依然在策劃着向高等精灵复仇，并夺回（他所认为的）精灵王位。
信奉的神灵和精灵族属于一个体系，不过他们只信仰主管战争的骸隱（Khaine），并且经常为了获得他的恩宠而血祭俘虏。
军队以迅速的突击为主要战术，但一般不强调防御。

### 矮人
矮人（Dwarf）
古老，严肃而顽固的种族。他们是帝国得以成立的基石。拥有远比帝国更加强大的工程技术，且善于建筑高大的建筑物。
得益于强大的锻造技术，他们的部队拥有精良的武器和铠甲，以及先進的火药武器。矮人身形肥短也無適合的坐騎，故他們是唯一沒有騎兵的種族，全賴步砲配合殲敵。
因为过去的“胡子战争”而和精灵族有着难以调和的仇恨。
混沌矮人（Chaos Dwarf）
投入混沌的矮人。
基于美索不达米亚的神话和艺术创造。

### 兽人（绿皮）
兽人和哥布林一般被统称为“绿皮”（因为他们的皮肤颜色）。
在这个团体中，兽人一般负责近战，而哥布林一般负责远程支援和工程维护。由于兽人以体积大小决定地位，哥布林几乎永远都是兽人的从属品。
使用一种叫做“WAAAGH!”的魔法，基本原则是无视逻辑和规则，只要人数越多这种魔法就越强。一个有大量小弟的老大率领的战团一般也被称为“WAAAGH!”。

### 亡灵
主要分两方：吸血伯爵（Vampire Counts），和古墓王（Tomb Kings）。
吸血伯爵（Vampire Counts）
最初的亡灵法师“那伽什”的学徒。他们偷走了那伽什永生的秘密，因此成为了吸血鬼。
参战的主要有五大家族，分别有不同的目标，特性和军队组成。
部队主要由“传统”的亡灵部队，组成，如骷髅，僵尸，吸血鬼，蝙蝠和鬼魂等组成。
古墓王（Tomb Kings）
旧世界南方的内赫卡拉沙漠的古代克木儿王国复生的亡灵。由于亡灵法师那伽什的蛊惑，他们曾经信仰死亡，并在几千年后由于亡灵法术而回归人世。
无论历史，设定或是造型都大量参考了古埃及相关的传说与神话。也因此部队都是古埃及风格，如弓手，轻步兵和战车等。

### 其他
其他文明包括深具中南美洲古文明色彩的蜥蜴人（Lizardman）、懷有武術（虽然更接近忍术）也同样信奉混沌的斯卡文鼠人（Skaven），野蛮的食人魔（Ogre），愚蠢的巨人（giant）等等。

## 遊戲

### 桌上戰棋遊戲

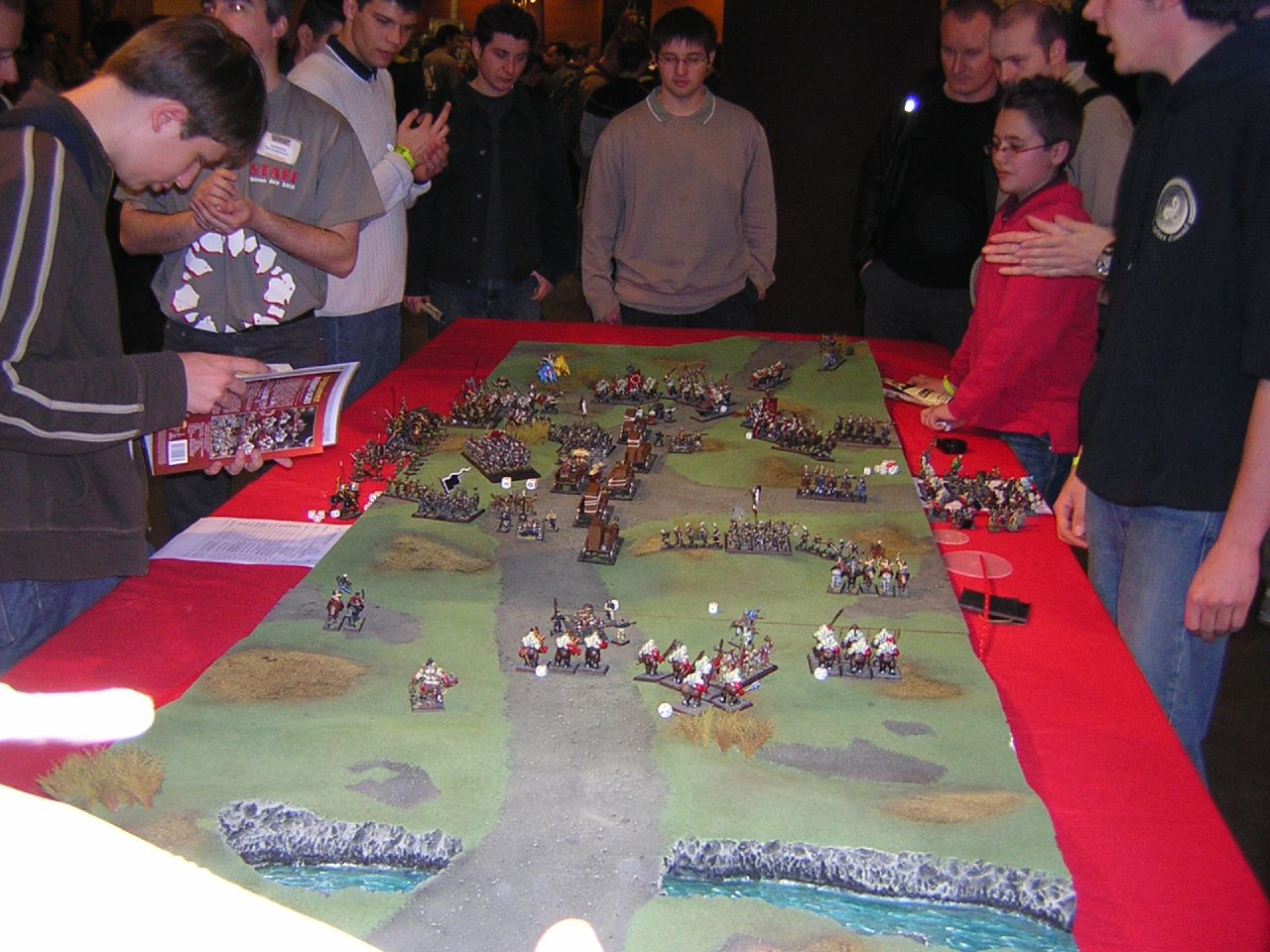
一場進行中的戰鎚幻想战役遊戲。

- 戰鎚幻想战役
- Warmaster
- Mordheim
- Man O' War

### 角色扮演游戏
- 戰鎚奇幻角色扮演遊戲

### 其他桌上遊戲
- HeroQuest、Warhammer Quest
- Battle Masters
- Talisman
- Blood Bowl

### 集卡游戏
- WarCry

### 電腦遊戲
- Warhammer: Dark Omen
- Warhammer: Shadow of the Horned Rat
- 戰錘Online
- Warhammer: Mark of Chaos
- Total War: WARHAMMER
- Total War: WARHAMMER II
- Total War: WARHAMMER III
- Warhammer: End Times - Vermintide
- Warhammer: Vermintide 2